# Duncan Laurence
Pour les articles homonymes, voir Laurence.
Duncan Laurence, nom de scène de Duncan de Moor, né le 11 avril 1994 à Spijkenisse, est un auteur-compositeur-interprète néerlandais, connu pour avoir remporté le concours Eurovision de la chanson 2019.
Connu dans son pays pour avoir participé à la cinquième saison du télé-crochet The Voice of Holland, où il a atteint les demi-finales, il est sélectionné par le télédiffuseur AVROTROS pour représenter les Pays-Bas au Concours Eurovision de la chanson 2019.

## Biographie
Depuis 2007, dès l'âge de treize ans, Duncan Laurence, pseudonyme de Duncan de Moor, écrit ses propres textes, notamment pour son groupe The Slick and Suited, créé en janvier 2013 à la Rockacademie de Tilbourg, mais également pour d'autres artistes,.
En 2014, Duncan Laurence participe à la cinquième saison du télé-crochet The Voice of Holland diffusé sur RTL4. Il se présente aux auditions à l'aveugle avec son interprétation de la chanson Sing d'Ed Sheeran. Il rejoint l'équipe d'Ilse DeLange et atteint les demi-finales.

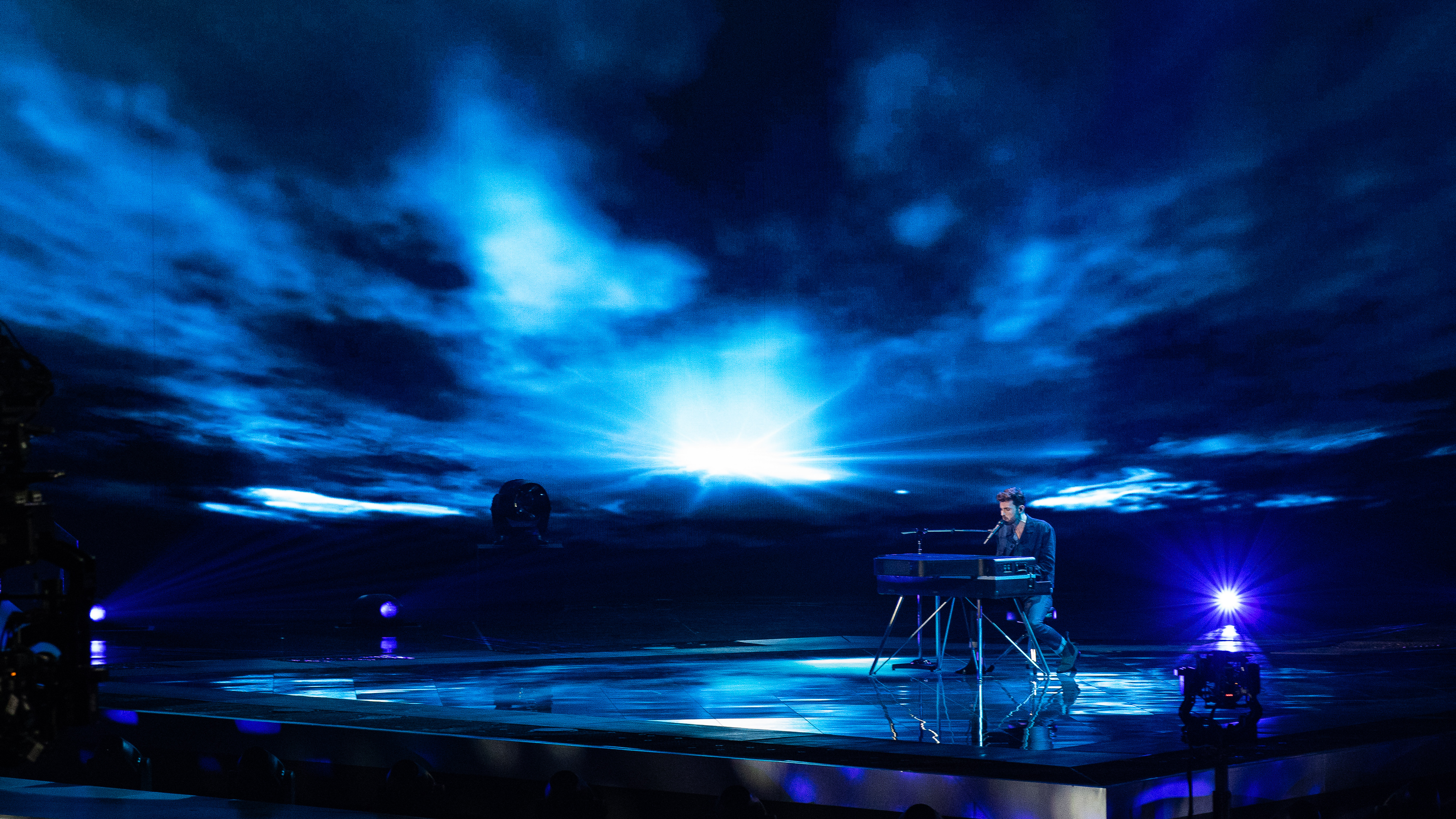
Duncan Laurence interprétant Arcade sur la scène de l'Eurovision en mai 2019.

Le 21 janvier 2019, Duncan Laurence est sélectionné en interne par le radiodiffuseur néerlandais AVROTROS pour représenter les Pays-Bas au Concours Eurovision de la chanson 2019 qui se déroule à Tel-Aviv-Jaffa, en Israël.
Il participe à la deuxième demi-finale avec son titre Arcade le 16 mai 2019, se classe à la première place avec 280 points et se qualifie pour la finale du 18 mai 2019. Il remporte le concours de l’Eurovision, une victoire attendue depuis quarante-quatre ans pour les Pays-Bas,. Les jurys professionnels du Portugal, de la Suède, de la Lituanie, de la Lettonie, de la France et d'Israël lui attribuent le maximum des points, tout comme le télévote de la Roumanie et de la Belgique.
Le 7 août 2021, Arcade dépasse 500 000 000 d'écoutes en continu (stream) sur Spotify, en partie grâce à un boom viral de l'utilisation de la chanson sur TikTok,. Par la même occasion, la chanson connaît également une résurgence dans divers classements hebdomadaires à travers le monde, y compris aux États-Unis, où la chanson entre dans les classements. Elle fait ses débuts sur le Billboard Hot 100 à la 100e place et culminé à la 30e place le 4 septembre 2021, devenant ainsi la première chanson de l'Eurovision depuis Ooh Aah... Just a Little Bit par Gina G en 1996 et la première chanson gagnante de l'Eurovision depuis Save Your Kisses for Me par Brotherhood of Man en 1976 à le faire,.
En 2021, il est nommé aux NRJ Music Awards dans la catégorie "révélation internationale de l'année", finalement remportée par Olivia Rodrigo.
Duncan Laurence fait son retour en Mars 2023 avec l'EP SkyBoy.

### Vie privée
En octobre 2018, Duncan évoque sur son compte Instagram personnel son coming-out. Lors d'une conférence de presse peu avant la finale de l'Eurovision, Laurence déclare à nouveau : « Je ne suis pas qu'un artiste, je suis une personne, je suis un être vivant, je suis bisexuel, je suis un musicien, je défends des choses. Et je suis fier d’avoir la chance de montrer ce que je suis et qui je suis,. »
Le 2 juin 2019, Duncan affirme être en couple avec un certain Gerco Derksen, le 22 août, il annonce sa séparation dans un post sur Instagram et Twitter, car ils se voyaient plus en amis qu'en amoureux.
En 2020, il affirme être en couple avec Jordan Garfield, un compositeur américain. Le 4 octobre 2020, les deux amoureux annoncent leurs fiançailles sur Instagram. Le couple se marie le 20 août 2023, à Stockholm en Suède.

## Discographie

### Album
- 2020 : Small Town Boy

### EP
- 2020 : Worlds On Fire

### Single
- 2019 : Arcade
- 2019 : Love Don't Hate It
- 2020 : Someone Else
- 2020 : Last Night
- 2020 : Feel Something (avec Armin van Buuren)
- 2021 : Stars
- 2021 : Heaven Is a Hand to Hold
- 2021 : Back to Back (avec Wrabel)
- 2021 : Wishes Come True
- 2022 : Take My Breath Away
- 2022 : Electric Life